# Trabajadores (periódico)
Trabajadores (originalmente llamado Los Trabajadores) es un periódico cubano fundado en 1970 por Osvaldo de Melo y Sara del Carmen Zaldívar, que es el órgano de la Central de Trabajadores de Cuba (CTC), creado con el objetivo de informar y orientar a los trabajadores y población en general acerca del acontecer sindical y cuestiones de interés general.

## Historia

### La prensa obrera en Cuba
El domingo 22 de octubre de 1865, con la salida de El Semanario La Aurora en La Habana se inauguró la prensa obrera cubana, casi cien años después del surgimiento de las primeras publicaciones periódicas en Cuba. Esta tardía aparición de un órgano de los trabajadores se explica por el lento desarrollo que tuvo la formación de la clase obrera en Cuba, donde imperó el régimen esclavista hasta finales de la década de los 80 del siglo XIX.
El periódico constaba de ocho páginas al tamaño de papel de cartas (8 por 11 pulgadas), impresas a dos columnas. Lo dirigían Saturnino Martínez,  tabaquero asturiano aficionado a la poesía, y el literato cubano Manuel Sellén. Con frecuencia insertaba artículos que inquietaban a las autoridades colonialistas españolas y a los patronos más retrógrados, porque denunciaban las condiciones infrahumanas en determinados puestos de trabajo, los bajos salarios, la insalubridad y el hacinamiento en los talleres.
Finalizada la Guerra de los Diez Años –primera etapa de la lucha independentista que abarcó de 1868 a 1878-  sobrevino un  despertar  del movimiento obrero cubano, con nuevas formas de organización como fueron gremios, sociedades cooperativas  y de socorro mutuo, además de manifestarse las primeras ideas sobre la lucha de clases.
Al propio tiempo comenzaron a surgir periódicos obreros como: Boletín Tipográfico, en La Habana (publicación mensual de tendencia reformista);  El Artesano, también en la capital,  de corte anarquista, y El obrero, en la ciudad de Cienfuegos, de igual  ideología, con salida mensual primero y posteriormente quincenal.
También cabe citar El trabajo (1885, en la ciudad de Santa Clara), y El aprendiz (1889, en Sagua la Grande), entre muchos otros.
La mayor relevancia por entonces la tuvo el semanario habanero El Productor, fundado el 12 de julio de 1887 y considerado como el primero que propugnó la lucha de clases en la Isla; su primer director fue el líder obrero Enrique Roig San Martín. 
En sus páginas divulgó algunas ideas de Marx y Engels, y libró incontables batallas por el mejoramiento de las condiciones de vida de los trabajadores y su derecho a la huelga. Fue la única publicación que en Cuba desenmascaró la farsa judicial que en Estados Unidos tuvo como colofón el asesinato de los mártires de Chicago, suceso que más tarde dio lugar a la  tradicional conmemoración del Día Internacional de los Trabajadores.

### En Cuba republicana
No obstante la imposibilidad de las publicaciones proletarias de competir con la autotitulada “gran prensa” o “prensa seria” (en manos de consorcios norteamericanos y burgueses y políticos cubanos) en las primeras dos décadas del pasado siglo los grupos anarquistas editaron Tierra y Bandera Social;  la Liga General de los Trabajadores Cubanos tuvo en ¡Alerta!, su órgano oficial; La Voz Obrera se convirtió en vocero del Partido Socialista de Cuba, y Lucha de Clases, en 1924, con una edición quincenal y dirigida por Carlos Baliño, fue el primer periódico marxista-leninista cubano.
Años más tarde existieron Juventud Obrera (1929), que alcanzó un lustro de vida; así como El trabajador y Bandera Roja, ambos pertenecientes al Partido Comunista.
En la etapa transcurrida entre 1933 –tras la caída de la tiranía de Gerardo Machado- hasta 1958, derrocamiento de la dictadura de Fulgencio Batista, pueden citarse a grandes rasgos algunos datos:
El 22 de febrero de 1938, en reunión presidida por Lázaro Peña, se constituyó en La Habana la Asociación de la Prensa Obrera de Cuba (APOC), existente hasta 1948. 
A los siete años de creada agrupaba a más de 30 publicaciones, con una tirada mensual superior a los 150 mil ejemplares. Para la superación técnica e ideológica de quienes intervenían en su redacción y edición, fue creado el Círculo de Escritores Obreros; a la vez, la Escuela de Orientación Gráfica organizó concursos literarios y periodísticos, y exposiciones dentro y fuera del país.
En noviembre de 1939 apareció el primer número de la Revista CTC como órgano de la Confederación de Trabajadores de Cuba, cuyo congreso constituyente aconteció el 28 de enero de ese año. La publicación tenía  frecuencia semanal e ininterrumpidamente se mantuvo hasta 1947, cuando se produjo la forzosa división del movimiento obrero.  Su director fue Lázaro Peña, secretario general de la central sindical; y su jefe de redacción, Carlos Fernández R.
Unas veces desde la legalidad y muchas otras en condiciones de clandestinidad y persecución, el periódico Noticias de Hoy, fundado por el Partido Socialista Popular (PSP), supo representar y defender los intereses de los trabajadores, como ocurrió bajo la tiranía de Fulgencio Batista, desde marzo de 1952 hasta diciembre de 1958.
Noticias de Hoy  fue objeto de clausuras gubernamentales, asaltos y desalojos perpetrados por pistoleros amparados por los regímenes de turno.
Un lugar prominente ocupó también Vanguardia Obrera, publicación clandestina del Movimiento Revolucionario 26 de Julio (MR-26-7) en la cual se denunciaban las injustas condiciones de vida y trabajo del proletariado durante el sangriento régimen batistiano. Con el triunfo de la Revolución cubana, en enero de 1959, esa publicación obrera devino órgano de la CTC Revolucionaria. 
En mayo de 1960 circulaba la Revista Trabajo, dirigida por Carlos Fernández R. y editada por el Ministerio del Trabajo, con la finalidad de exponer las proyecciones del Gobierno Revolucionario en el campo laboral y servir de orientación a los factores de la producción, como se enuncia en su editorial. A comienzos de 1962  cesó como órgano de la central sindical y dio paso de nuevo a Vanguardia Obrera, en su tercera  y última etapa, de 1964 a 1966, con una frecuencia quincenal. 

### Creación del periódico Trabajadores
La necesidad de dotar a la CTC de un medio de prensa nacional propio dio vida al periódico Los Trabajadores, en momentos que fue planteada como prioridad la reconstrucción y el fortalecimiento de los sindicatos, que prácticamente habían atravesado un proceso de debilitamiento de sus estructuras y organizaciones de base.
En los primeros días de junio de 1970, Osvaldo de Melo y Sara del Carmen Zaldívar presentaron un modesto proyecto de tabloide, concebido por la segunda, al entonces secretario general de CTC, Héctor Ramos Latour. Desde ese momento, Los Trabajadores –su nombre inicial- supliría el vacío ocasionado por la desaparición de Vanguardia Obrera y la Revista CTC, publicaciones de la CTC y los sindicatos que durante muchos años informaron y orientaron a los trabajadores sobre cuestiones esenciales del acontecer sindical. 
Al primer número, impreso en la primera quincena de junio, le siguieron uno en la segunda mitad de julio y otro en noviembre, también en la segunda quincena.
Los Trabajadores fue abriéndose paso en medio de múltiples dificultades: carencia de recursos materiales, de locales para la redacción, de talleres de impresión y de personal encargado de la edición. Pero ello no impidió que un reducido grupo de compañeros, con el apoyo de la Unión de Periodistas de Cuba, en especial de su entonces organizadora nacional, Lázara Rodríguez Alemán, y de corresponsales obreros surgidos del movimiento de voluntarios, dieran vida a los primeros números, los cuales vieron la luz en la pequeña imprenta de la Central de Trabajadores de Cuba sita en   Virtudes y Manrique, municipio de Centro Habana.
En ese empeño redoblaron sus esfuerzos los compañeros Osvaldo de Melo,  quien como responsable de la Sección de Prensa de la CTC realizó las funciones de dirección; Sara del Carmen Zaldívar, jefa de información; Mario Castillo y Lucas Tarragó, periodistas, y  Rolando Montalván, Ángel Lazo y Rodolfo Amiama, fotógrafos.  A cargo de  la impresión estuvo Guillermo Hernández, administrador de la imprenta de la CTC, quien contó con la preciada participación de Orlando Núñez y el colectivo de ese centro y el de los talleres del antiguo periódico El Mundo.
Sus páginas abordaban cuestiones relacionadas con el movimiento sindical, labores de zafra, emulación de fechas históricas, vida interna de los sindicatos, práctica del internacionalismo proletario y solidaridad clasista. En ellas, durante muchos años, los trabajadores encontraron orientaciones sobre la legislación laboral del país, y ayuda en el rumbo que debían tomar para solucionar dificultades y preocupaciones relacionadas con el mundo laboral, así como respuesta a sus inquietudes.
El XIII Congreso de la CTC, en noviembre de 1973,  guarda especial significación para Los Trabajadores, pues en él quedó aprobada la resolución que ratificaba la necesidad de su existencia. Por esta abogó Lázaro Peña desde su protagónico papel en el proceso de revitalización de los sindicatos, coincidente, además, con el período preparatorio de la magna cita del proletariado cubano. 
Aunque en sus inicios fue distribuido gratuitamente en reuniones de los trabajadores y a través de los centros de trabajo, en noviembre de 1974 se inició la venta de Los Trabajadores, para lo cual fue seleccionada la populosa esquina de L y 23, en El Vedado.
A partir de 1975 quedaron atrás las salidas quincenales –en ocasiones mensuales-, para hacerlo una vez a la semana, y al año siguiente a dos. Con igual formato, pautas y la cantidad de páginas, arribó a 1977, en cuyo mes de julio desapareció el artículo comenzó a llamarse Trabajadores, sin el artículo Los, que hasta entonces había formado parte de su nombre.
Entre octubre y noviembre de 1977, Trabajadores se instaló en la edificación que había sido desactivada tras el incendio del periódico El Mundo,  en Virtudes y Águila. En 1978 la frecuencia aumentó a tres a la semana y el 2 de diciembre de 1980 se convirtió en diario. En 1997, Trabajadores creó su sitio en internet.

## Aspectos Formales
En sus inicios se trataba de un tabloide de doce páginas y una tirada nunca superior a los tres mil ejemplares, el cual salía de forma irregular hasta que logró hacerse quincenal. En 1975 adquirió el formato sábana, con seis páginas, y color únicamente en la primera y la última, justificado a cuatro y seis columnas, indistintamente. El identificador de la CTC, posteriormente eliminado, aparecía a la izquierda de la cabeza.
Un trabajo de tesis realizado por alumnos del Instituto Superior de Diseño (ISDI), indica que en ese año y el siguiente:
“La tipografía de cuerpo de texto no tenía fundamento formal ni conceptual, pues su selección estaba sujeta a la disponibilidad de tipos en el taller, para los titulares era la Futura. A las fotografías se les redondeaban los vértices, particularizándolas.
“La estructura de la primera plana favorecía su visibilidad en los estanquillos,  porque las fotos de las noticias principales quedaban sobre la mitad superior del periódico, en general era organizada, aunque tradicional, y la información gozaba de buena jerarquización”.
En 1977 se inició el empleo de filetes, corondeles y recuadros, para separar las noticias, e incluso se incursionó en la infografía como medio de enriquecer la información. En marzo del año siguiente se realizaron cambios en la presentación del nombre, se redujo la cantidad de fotos en la primera página, las informaciones se jerarquizaban de acuerdo con su importancia, y se recurrió al blanco para separarlas.
Al adentrarse en el análisis de las ediciones correspondientes a  1979, los estudiantes del ISDI concluyeron que se mantuvieron “las mismas características del año anterior, salvo su cabezal, que nuevamente sufre modificaciones en abril de este año (…)” 
“Se retomaron los filetes y corondeles. Se combinan en el cuerpo de texto, tipografías serif y sans serif; y en los titulares del interior se comienzan a utilizar tipos displays. Aumenta la cantidad de imágenes por página”.
Así se mantuvo hasta el 2 de diciembre de 1980, fecha en que se convirtió en diario. De acuerdo con lo expuesto por los estudiantes, a partir de ese momento comenzó el empleo del color naranja para el cabezal, el cual se movía dentro de la página. Asimismo, en la primera plana se utilizaba únicamente tipografía sans serif, no así en las restantes. Hubo un mayor uso de textos que de imágenes, y sobre el cuerpo de los primeros se insertaban viñetas.

## Edición electrónica
Con el número 17, del 28 de abril de 1997, Trabajadores se introdujo en Internet con una edición inicial de estructura muy elemental, realizada en front page por el compañero Víctor Fernández, especialista en información científico-técnica. En la red de redes se volcaban los números impresos de cada lunes, con las correspondientes secciones de nacionales, internacionales, cultura, deportes, salud y la entonces sección de correspondencia con los lectores, reproducida con el mismo nombre de Apartado 2009.
La edición digital continuó sin variación en su diseño, frecuencia y contenido, y el 14 de junio de 2000, en que se convirtió en diaria. Hasta entonces seguía asimilando lo publicado en el impreso,  y era actualizada en horario nocturno por un especialista en computación.
A comienzos de ese propio año fue nombrada como jefa  la compañera Alina Martínez Triay, quien también desempeñaba funciones de editora; en esa labor la acompañaban dos operadores encargados de la actualización. Además de los contenidos del periódico semanal, comenzaron a incluirse cables de agencias y algunas informaciones esporádicas de los periodistas del colectivo de Trabajadores, aunque lo fundamental eran las mesas redondas, en aquella época centradas en la batalla por la devolución del niño Elián González. 
Posteriormente la edición pasó al horario diurno, y se incorporó una auxiliar de redacción que llevaba el control de los materiales entregados por los periodistas; más tarde esa persona fue sustituida por una periodista con funciones de editora, para auxiliar a la jefa de la edición. Después se incorporó una correctora contratada y, pasado un tiempo, se pasó a trabajar de lunes a domingos, para lo cual se adoptó la estructura siguiente:
Un jefe de edición, tres operadores, dos de ellos dedicados a la actualización durante la mañana, en días alternos, y la tercera de martes a viernes, por las tardes; dos editores que trabajaban en días alternos y dos correctores con igual régimen laboral. Sumaban,  en total, ocho personas.
Para entonces la edición digital contaba ya con una versión en inglés y una traductora contratada para traducir textos propios, fundamentalmente los publicados en el impreso.
El diseño inicial se cambió en 2002, con la colaboración de Andro Pérez Diz -en aquel momento estudiante del  Instituto Superior de Diseño (ISDI)-, y la página adoptó una mejor organización de los contenidos y espacios especiales. A ese siguió  otro en el 2003,  con el cual se experimentaron cambios sobre todo en las secciones y la arquitectura de información.
Otras modificaciones en la presentación se llevaron a cabo en el 2005, y siguieron efectuándose ajustes hasta junio del 2007, cuando se introdujo el sistema automatizado de gestión de contenidos plone y cambió totalmente el diseño. Este trabajo corrió a cargo de ingenieros de la Universidad de Ciencias Informáticas (UCI).
En esas condiciones se concibió un equipo de trabajo integrado por un  jefe de edición, dos editores y dos correctores que trabajan en días alternos; un editor interactivo para atender foros y encuestas, una editora gráfica responsabilizada con la introducción de infografías, multimedias, galerías y  la atención del boletín; y otras dos compañeras dedicadas a gestionar información necesaria para trabajos especiales, en coordinación con el centro de documentación, trabajar en el posicionamiento y en las estadísticas; posteriormente una de ellas se trasladó de puesto de trabajo.
Los problemas técnicos existentes con plone limitaron el cumplimiento de los roles previstos, de la editora gráfica, el editor interactivo y la gestora de información y responsable de velar por el posicionamiento y las estadísticas. 
Lo anteriormente expuesto no quiere decir que esos compañeros hayan dejado de realizar tareas útiles, ya que adquirieron  conocimientos útiles a sus labores de edición, así como para introducir galerías y videos, entre otros productos, así como trabajar fundamentalmente las coberturas de temas importantes. 
Todos ellos se han incorporado a cursos de superación con vistas a estar en mejores condiciones de realizar las funciones que, concebidas para la actual edición, no han podido ejecutarse. Al propio tiempo, el colectivo está enfrascado en la concepción de una nueva Web, con otro sistema automatizado de gestión de contenidos.

## Secciones habituales enTrabajadores
- - Nacionales, noticias nacionales de interés para los trabajadores.
  - Buzón Abierto artículos motivados por cartas de los lectores y las respuestas de organismos gubernamentales.
  - Salud articles sobre temas de salud.
  - Sin pausa artículos relacionados con el proceso de actualización del modelo económico y social.
  - Cultura noticias, entrevistas y artículos de opinión sobre arte y literatura.
  - Al pan, pan críticas culturales.
  - Deportes noticias, entrevistas y artículos de opinión sobre deportes.
  - Internacionales noticias y artículos del panorama internacional.
  - Visión sindical pequeñas informaciones sobre el proletariado a nivel mundial.